# Anna Lehnkering
Anna Lehnkering (2. August 1915 in Sterkrade – 7. März 1940 in der Tötungsanstalt Grafeneck) war eine deutsche Frau, die vom NS-Regime im Zuge der Aktion T4 in einer Gaskammer ermordet wurde.

## Leben
Anna Lehnkering war das dritte Kind des Gastwirtsehepaars Anna und Friedrich Lehnkering aus Sterkrade. Anna wurde ein Jahr vom Schulbesuch zurückgestellt und bald nach ihrer Einschulung einer Hilfsschule überstellt, die sie im Alter von 14 Jahren verließ. Sie half anschließend im Elternhaus aus.
1934 zog die Familie nach Mülheim an der Ruhr. Auf Antrag des Oberhausener Kreisarztes Ludwig Fleischer und Beschluss des Erbgesundheitsgerichts Duisburg wurde Anna Lehnkering am 18. Februar 1935 im Evangelischen Krankenhaus der Stadt Mülheim an der Ruhr zwangssterilisiert. Als sie dort ein Jahr später wegen einer Nierenerkrankung behandelt wurde,  veranlasste der behandelnde Arzt im Dezember 1936 ihre Einweisung in die Provinzial-Heil- und Pflegeanstalt Bedburg-Hau. Dort wurde sie als „schwachsinnig“ diagnostiziert. Der „Schwachsinn“ sei angeboren und durch Erblichkeit verursacht.
In den folgenden drei Jahren in Bedburg-Hau entwickelte sich Anna Lehnkering, die vorher als gutmütig und willig galt, zu einer zunehmend schwierigen Patientin, die vom Anstaltspersonal als „lästig“ eingeschätzt wurde. Da sie außerdem die Arbeit verweigerte, erfüllte sie die wesentlichen Auswahlkriterien, nach denen die Opfer der „Euthanasie“-Morde ausgewählt wurden: Sie galt als „unheilbar erbkrank“, als schwierige Patientin und als „ökonomisch unbrauchbar“ und fiel daher der „Vernichtung lebensunwerten Lebens“ zum Opfer. Im März 1940 gehörte sie zu den fast 2.000 Patientinnen und Patienten, die aus Bedburg-Hau verlegt wurden, um Platz für ein Lazarett zu schaffen. Am 6./7. März 1940 kam sie mit mehr als 450 weiteren Männern und Frauen in die Tötungsanstalt Grafeneck, wo sie am 7. März 1940 vergast wurde.

## Annas Spuren
Durch Zufall stieß Sigrid Falkenstein im Internet auf den Namen ihrer Tante Anna Lehnkering auf einer „Liste von Personen, die von deutschen Ärzten ermordet wurden“ und begann zu recherchieren. Aus dem Familiengedächtnis, mithilfe alter Fotos und von Patientenakten rekonstruierte sie Annas Lebensgeschichte, die sie schließlich gemeinsam mit dem Psychiater 
Frank Schneider publizierte. In ihrem Buch zieht Falkenstein einen Bogen von ihrer persönlichen Spurensuche über den gesellschaftlichen Umgang mit Zwangssterilisation und „Euthanasie“ vom NS-Regime bis heute und schildert sie ihre Erinnerungsarbeit vom Ruhrgebiet, über Bedburg-Hau und Grafeneck bis hin zum „Euthanasie“ Gedenk- und Informationsort an der Philharmonie in Berlin. Der Spiegel konstatierte in einer Rezension, das Buch statte „die Hauptperson mit einer Würde aus, die ihr zu Lebzeiten nie zuerkannt worden ist.“

## Zitate
„Das war kein „Gnadentod“, sondern grausamer Massenmord. Die Opfer jedoch waren keine anonyme Masse. Sie alle hatten – wie Anna - Namen und Gesicht und jeder für sich ein einzigartiges, unwiederbringliches Leben.“

„Es ist an der Zeit, die Ermordeten namentlich zu ehren und ihre Lebensdaten in einer allgemein zugänglichen Datenbank zu nennen. Erst dann wird den lange vergessenen Opfern ihre Individualität und menschliche Würde wenigstens symbolisch zurückgegeben.“

Auf dem Kongress der Deutschen Gesellschaft für Psychiatrie, Psychotherapie und Nervenheilkunde (DGPPN) von 2010 zitierte Sigrid Falkenstein in ihrer Rede als Angehörige von Anna Lehnkering, die folgenden Worte:

„Was nicht erinnert wird, kann jederzeit wieder geschehen, wenn die äußeren Lebensumstände sich entscheidend verschlechtern.“

## Gedenken

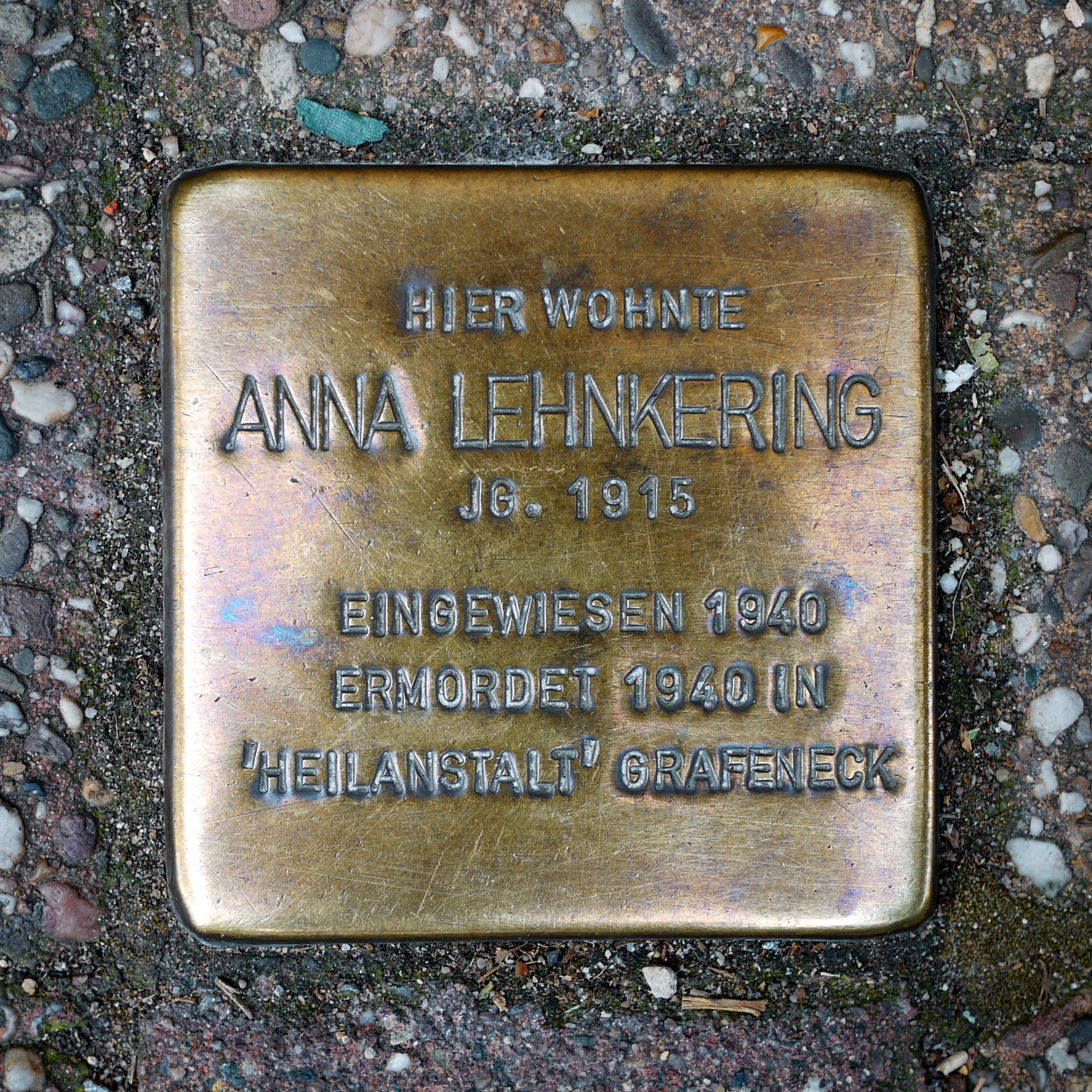
Stolperstein für Anna Lehnkering

Vor dem Haus Düsseldorfer Straße 38 in Mülheim an der Ruhr wurde am 2. April 2009 ein Stolperstein für Anna Lehnkering verlegt.
Seit 2009 erinnert eine Installation der Erinnerung von Ulrike Oeter im Klinik-Museum von Bedburg-Hau an Anna. 
2012 inszenierte das Kinder- und Jugendtheater Mini-Art das Theaterstück „Ännes letzte Reise“, das auf Annas Schicksal basiert.
2013 wurde an der Berliner Philharmonie die Ausstellung „Tiergartenstraße 4 – Geschichte eines schwierigen Ortes“ gezeigt. Die Ausstellung verknüpft die Geschichte der Adresse Tiergartenstraße 4 mit dem Lebensweg von Anna und wurde inzwischen als Wanderausstellung an verschiedenen Orten in Deutschland gezeigt.
Sigrid Falkenstein erinnerte an ihre Tante Anna Lehnkering im Rahmen der Gedenkstunde für die Opfer des Nationalsozialismus im Deutschen Bundestag am 27. Januar 2017.

## Nachweise
1. ↑  Rede von Sigrid Falkenstein, Angehörige eines Opfers: NS-Euthanasie und Zwangssterilisierung im Familiengedächtnis – Spiegel kollektiver Verdrängung und zunehmender Erinnerung. Deutsche Gesellschaft für Psychiatrie, Psychotherapie und Nervenheilkunde, November 2010, archiviert vom Original am 28. Februar 2017; abgerufen am 19. Februar 2021.
2. ↑  Ännes letzte Reise. Theater mini-art, abgerufen am 22. Mai 2018.
3. ↑  Tiergartenstraße 4 - Geschichte eines schwierigen Ortes. T4-Ausstellung, abgerufen am 22. Mai 2018.
4. ↑  Sigrid Falkenstein: Tag des Gedenkens an die Opfer des Nationalsozialismus. Gedenkstunde im Deutschen Bundestag am 27. Januar 2017 / Rede von Sigrid Falkenstein. (PDF) In: bundestag.de. 27. Januar 2017, abgerufen am 11. Februar 2017.
5. ↑  Bundestag erinnert an die Opfer der „Euthanasie“ im NS-Staat. Deutscher Bundestag, 27. Januar 2017, abgerufen am 11. Februar 2017.

| Personendaten    | Personendaten                                                           |
| ---------------- | ----------------------------------------------------------------------- |
| NAME             | Lehnkering, Anna                                                        |
| KURZBESCHREIBUNG | deutsche Frau, die vom NS-Regime im Rahmen der Aktion T4 ermordet wurde |
| GEBURTSDATUM     | 2. August 1915                                                          |
| GEBURTSORT       | Sterkrade                                                               |
| STERBEDATUM      | 7. März 1940                                                            |
| STERBEORT        | Tötungsanstalt Grafeneck                                                |